# 1984 (película de 1984)
1984 (título original: Nineteen Eighty-Four) es una película de ficción británica de distopía escrita y dirigida por Michael Radford y con actuación de John Hurt, Suzanna Hamilton y Richard Burton. Basada en la novela homónima de George Orwell, la película fue rodada y estrenada en 1984.

## Sinopsis
Año 1984. Winston Smith (John Hurt) vive en Oceanía, en una zona regida por un gobierno totalitario liderado por el Gran Hermano. Smith, un trabajador del Ministerio de la Verdad, se encarga de revisar las noticias y modificarlas para ser publicadas con la versión oficial del gobierno. Su vida transcurre como la de cualquier otro ciudadano en la dictadura, salvo por una vocación por la reflexión, lo cual no les está permitido, y esto despierta sospechas en el gobierno, cuando quiere controlar totalmente la vida de las personas. 
Todos los habitantes de un gobierno totalitario y fascista, son vigilados constantemente por las autoridades, al mismo tiempo reciben mensajes sobre el desarrollo de la guerra en la que está inmersa Oceanía desde hace muchos años, ocultando que es una guerra de falsa bandera, los mensajes en las pantallas gigantes de publicidad del gobierno son de rebeldes arrepentidos y claman ser ejecutados, así como mensajes del Gran Hermano. Es famoso el lema: «LA GUERRA ES PAZ, LA LIBERTAD ES ESCLAVITUD, LA IGNORANCIA ES FUERZA». 
Un día recibe un mensaje en clave de una chica en un comedor popular del trabajo, se llama Julia y es rebelde viviendo en la clandestinidad, para ocultarse del gobierno con un grupo de amigos, juntos sospechan de la guerra como una invención del gobierno totalitario para controlar a la población con el miedo y justificar una crisis económica permanente, ellos se encuentran y entablan una relación amorosa, dentro de lo posible ocultando su relación sentimental al gobierno autoritario, porque el régimen de dictadura tiene prohibido ese tipo de relaciones entre miembros del Partido interior, es decir entre los ciudadanos del gobierno de Oceanía por seguridad y para mantener ocultos los secretos del gobierno. 
Winston durante ese período es llamado por un dirigente del Partido, le explica el objetivo del gobierno y sus planes para controlar a la población como la única manera de mantener el orden en la sociedad, cuando le proporciona "secretamente" material subversivo para su lectura. Winston siente factible la existencia de la resistencia oculta en la clandestinidad y el gobierno le miente a la población, incluso la guerra es falsa, entonces confía sus sentimientos como lo único que el gobierno no podrá arrebatarle, de ser arrestado, pero poco después Winston y Julia son arrestados en su habitación, porque los estaban vigilando con cámaras ocultas y micrófonos, todo era una trampa del gobierno para encontrar a otros rebeldes relacionados con ellos y descubrir el posible surgimiento de la conspiración contra el gobierno. 
Winston es torturado con pruebas mentales, drogas y una jaula con ratas sobre su cabeza, deberá enfrentar sus peores temores. Durante el proceso surgen dudas sobre sus ideas acerca de la realidad como sus sentimientos hacia Julia, al final él es separado de Julia para siempre y otros rebeldes miembros de la conspiración contra el gobierno son capturados, ellos también son torturados y aceptan someterse al control mental del gobierno, para vivir controlados por el gobierno.

## Reparto
| Actor            | Personaje       |
| ---------------- | --------------- |
| John Hurt        | Winston Smith   |
| Richard Burton   | O'Brien         |
| Suzanna Hamilton | Julia           |
| Cyril Cusack     | Sr. Charrington |
| Gregor Fisher    | Parsons         |

## Premios
La película ganó el premio a la "Mejor Película Británica del Año" en los Evening Standard British Film Awards.